# Margot und die Hochzeit
Margot und die Hochzeit ist eine US-amerikanische Filmkomödie aus dem Jahr 2007. Regie führte Noah Baumbach, der auch das Drehbuch schrieb.

## Handlung
Margot (Nicole Kidman) ist eine erfolgreiche, aber selbstverliebte Schriftstellerin; es wird vermutet, dass sie an einer Borderline-Persönlichkeitsstörung leidet. Sie bringt ihren 11-jährigen Sohn Claude (Zane Pais) mit, um ein Wochenende bei ihrer freigeistigen Schwester Pauline (Jennifer Jason Leigh) zu verbringen, kurz vor Paulines Hochzeit mit Malcolm (Jack Black) in deren Haus auf Long Island. Margot missbilligt die Wahl von Paulines Verlobtem: Malcolm ist ein erfolgloser Musiker, den Margot für "völlig unattraktiv" hält. Während ihres Aufenthalts in der Stadt wird Margot außerdem in einem örtlichen Buchladen von Dick Koosman (Ciarán Hinds) interviewt, einem erfolgreichen Autor, mit dem sie gemeinsam an einem Drehbuch arbeitet. Auch Dicks Teenager-Tochter Maisy (Halley Feiffer) besucht das Haus.
Margot und Pauline haben eine unruhige Beziehung. Margot missbilligt Paulines Lebensentscheidungen – neben der Heirat mit Malcolm ist Pauline schwanger, eine Tatsache, die sie weder Malcolm noch ihrer Tochter Ingrid mitgeteilt hat. Pauline nimmt es Margot übel, dass sie dünnhäutige Geschichten über ihr Leben schreibt und veröffentlicht. Sie ist auch verärgert, als Margot Geheimnisse preisgibt, die sie ihr im Vertrauen erzählt hat – einschließlich ihrer Schwangerschaft. Anstatt sich gegenseitig zu konfrontieren, lassen Pauline und Margot ihre Frustration an Malcolm bzw. Claude aus.
Die Spannungen spitzen sich zweimal zu. Margots Vorstellungsgespräch geht katastrophal schief, als Dicks Fragen persönlich werden. Während Pauline ihn zu E-Mails befragt, die er von einer ihrer 20-jährigen Studentinnen erhalten hat, gibt Malcolm zu, dass er Maisy geküsst hat. Als Pauline zum Haus zurückkehrt, findet sie Maisy im Haus. Obwohl Pauline nichts sagt, ist es für Maisy offensichtlich, dass Pauline die Wahrheit kennt. Als Dick herausfindet, was passiert ist, jagt und verprügelt er Malcolm.
Margot und Pauline geraten in einen hitzigen Streit, der jahrelange Ressentiments freisetzt. Aber nach einem Höhepunkt gehen Pauline und Ingrid mit Margot und Claude weg und lassen Malcolm zurück.
Am nächsten Tag ruft Pauline Malcolm an, um mit ihm Schluss zu machen. Als er um Vergebung bittet, gibt sie nach und nimmt ihn zurück.
Margot beschließt, bei ihrer Schwester zu bleiben, und setzt Claude in einen Bus nach Vermont, damit er bei seinem Vater leben kann. Als der Bus mit Claude wegfährt, hat Margot einen Sinneswandel und läuft ihm hinterher. Als sie neben dem überraschten Claude Platz nimmt, holt Margot erst einmal Luft.

## Kritiken
Todd McCarthy schrieb in der Zeitschrift Variety vom 10. September 2007, der Film zeige Familienneurosen und schlechte Verhaltensmuster, mit denen sich eher ein Therapeut als Noah Baumbach beschäftigen sollte. Der Film wirke eher wie eine „Ansammlung der faszinierenden Szenen“ als wie ein voll durchdachtes und ausgereiftes Drama.
Michael Rechtshaffen schrieb in der Zeitschrift The Hollywood Reporter vom 1. September 2007, der Film sei eine „ausgezeichnet gespielte“ Tragikomödie. Die Darstellungen von Nicole Kidman und Jennifer Jason Leigh würden zu den besten Arbeiten der Schauspielerinnen gehören. Baumbach habe ein komödiantisches Gespür, welches zu den „am meisten originellen und bewegenden“ in der Branche gehöre.

## Auszeichnungen
Nicole Kidman und der Film als Beste Komödie wurden im Jahr 2007 für den Satellite Award nominiert. Jennifer Jason Leigh wurde 2007 für den Chicago Film Critics Association Award nominiert. Das Schauspielerensemble und der Film als Bester Film wurden 2007 für den Gotham Award nominiert.
Jennifer Jason Leigh erhielt eine Nominierung bei den Independent Spirit Awards 2008 in der Kategorie Beste Nebendarstellerin. Sie erhielt 2008 einen Preis des Peñíscola Comedy Film Festivals, auf dem außerdem Noah Baumbach für Beste Regie ausgezeichnet wurde.

## Hintergründe
Der Film wurde in New York City und auf Long Island gedreht. Seine Produktionskosten betrugen schätzungsweise 10 Millionen US-Dollar. Der Film hatte seine Weltpremiere am 31. August 2007 auf dem Telluride Film Festival. Am 11. September 2007 wurde er auf dem Toronto International Film Festival 2007 vorgeführt.